# Af Ekenstam
af Ekenstam är en svensk adelsätt som tidigare hette Ekman. Endast huvudmannen äger adlig värdighet.
Tidigare uppgavs att ätten härstammade från Livland - så gör Gabriel Anrep som anger en Nils Ekman som stamfader vilken skulle ha inflyttat till Kalmar och införskaffat den efter honom uppkallade Ekmanska gården. Riddarhuset anger i stället att den förste man säkert kan härleda ätten till är löjtnanten vid Kronobergs regemente Johan Nilsson Ekman (den förutnämndes son enligt Anrep) som levde på 1600-talet och avled 101 år gammal. Dennes ättlingar var verksamma inom armén.
Sonen ryttmästare Nils Ekman var gift med Helena Winbom, en dotter till en professor Winbom, anger Anrep. Deras son Israel Ekman (1696-1770) var överste och riddare av Svärdsorden, och blev i sitt äktenskap med rådsmansdottern Catharina Häger, vars mor tillhörde ätten De Silentz, far till Nils Adolf som först kallade sig Ekenman.
Nils Adolf Ekenman (1747-1813) var överste i Örlogsflottan och utmärkte sig vid sjöslaget vid Hogland och förde befälet över två slupar i Mälaren under revolutionen 1772. Han var gift med Catharina Margareta Götherhjelm vars far var överstelöjtnant och modern tillhörde adelsätten Qveckfelt. Nils Adolf adlades med namnet af Ekenstam år 1810 enligt 1809 års regeringsform och släkten introducerades på nummer 2220 år 1812.
Äldste sonen Israel af Ekenstam fick bara döttrar i sitt äktenskap med Anna Margareta af Låstbom dotter till Herman af Låstbom, och hans yngre bror blev därför adelsman vid hans död 1856. Denne, Fabian Wilhelm af Ekenstam, var kontraktsprost och teologie doktor. Till släkten hör Carl af Ekenstam, Theodor af Ekenstam, Carl Wilhelm af Ekenstam och Thure Ekenstam, samt Gustaf Fredrik af Ekenstam (1802-1857) som var bergmästare i Västerbotten och Norrbotten 1834, och 1855 bergmästare i Jönköpings, Blekinges, Kronobergs, Kristianstads, Malmöhus och Hallands län.